# Рожник (Гросупље)
Рожник (словен. Rožnik) је мало насеље у општини Гросупље у централној Словенији, покрајина Долењска. Општина припада регији Средишња Словенија.
Налази се на надморској висини 461,7 м, површине 1,67 км². Приликом пописа становништва 2002. године насеље је имало 47 становника. 
Рожник је од Гросупља удаљен 10 км, од Турјака 5 км а од главног града Љубљане 25 км. 